# Hagensieksbach
Der Hagensieksbach ist ein rechter Zufluss des Kilverbachs im Nordosten Nordrhein-Westfalens.
Der Bach entspringt westlich von Rödinghausen am Südhang des Nonnensteins  und fließt nach Süden dem Kilverbach zu. Der Bachlauf ist fast vollständig Teil des Naturschutzgebietes Kilverbachtal. Im Unterlauf markiert der Bach die Grenze zwischen Niedersachsen und Nordrhein-Westfalen.